# Brother
Brother Industries Ltd (яп. ブラザー工業株式会社 Бурадза: ко:гё: кабусикигайся) — японская транснациональная корпорация по производству электроники и электрооборудования со штаб-квартирой в Нагое, Япония, с офисами продаж, расположенными по всему миру, и производственными мощностями в Японии, на Тайване, в Корее, Америке, Малайзии, Ирландии и Великобритании. Её продукция включает принтеры, многофункциональные принтеры, настольные компьютеры, бытовые и промышленные швейные машины, большие станки, принтеры для этикеток, пишущие машинки, факсимильные аппараты, и другую компьютерную электронику. Brother распространяет свою продукцию как под собственным именем, так и по OEM — соглашениям с другими компаниями. В ГК Brother по всему миру работают более 37 000 человек.

## История
Начало современной Brother было положено в 1908 году в японском городе Нагоя простым горожанином Канэкити Ясуи. В 2008 году она заняла лидирующие позиции на рынке печатной техники в Европе, США и Японии в сегменте монохромных лазерных принтеров и МФУ.
Компания зародилась в маленькой семейной мастерской по ремонту швейных машин. Постепенно бизнес рос: в 1925 году братья Ясуи — Дзицуити и Масаеси — унаследовали бизнес своего отца и назвали компанию Yasui Brothers’ Sewing Machine Company. Через пару лет компания начала производить соломенные шляпы, а ещё через 7 лет была выпущена первая швейная машина собственного производства. В 1934 году компания была переименована в Nippon Sewing Machine Manufacturing Company — будущий Brother Industries, Ltd. За два года производство выросло в пять раз, а рост продаж вызвал необходимость создания в 1941 году целого нового подразделения — Brother Sales, Ltd.
Рост производства позволил братьям Ясуи поставить перед собой новую задачу — выход на международный рынок. Первая поставка японских швейных машин состоялась в 1947 году в Шанхай, а уже к 1959 году экспорт превзошёл символическую отметку в один миллион швейных машин. В эти годы японская компания постепенно осваивала и новую для себя рыночную нишу электроприборов: началось производство электрических швейных машинок, фенов, утюгов, пылесосов, стиральных машин и прочей бытовой техники под брендом Brother, включая портативные пишущие машинки.
Первая портативная пишущая машинка Brother появилась в 1961 году — одновременно с началом строительства новой штаб-квартиры компании в Нагое. В этом же году компания приняла имя своего бренда — Brother Industries Ltd. За считанные годы экспорт пишущих машинок Brother превысил их «домашние» продажи, а сами они стали для того времени таким же эталонным продуктом, как транзисторные приёмники Sony или фотокамеры Canon.
В 1966 году был выпущен первый портативный электронный калькулятор от Brother, пятью годами позже компания произвела очередной фурор на рынке, создав первый в мире высокоскоростной матричный принтер М-101, а в 1978 году — первую же пишущую машинку P-14 с литерами, скомпонованными на круглой головке («мячик для гольфа»). В последующем десятилетии Brother освоила производство портативного электронного принтера на батарейках.
«Глобализация» бизнеса Brother выразилась в принятии в 1999 году корпоративной Глобальной хартии (The Brother Group Global Charter), начинающейся словами: «Главная миссия Brother — создавать и быстро доставлять потребителю во всём мире продукты и услуги превосходного качества». А спустя три года был принят стратегический план развития The Global Vision 21, в котором сформулированы три главные стратегические цели компании до 2012 года: 1. Стать лидирующей глобальной высокоприбыльной компанией; 2. Стать первоклассным производителем с помощью развития выдающихся собственных технологий; 3. Сделать рекламный слоган «На вашей стороне» основой всей корпоративной культуры.
По данным исследовательской компании GfK, к октябрю 2006 года поставщик контролировал 17 % европейского рынка монохромных лазерных принтеров и более трети рынка лазерных многофункциональных устройств (МФУ).
В 2008 году Brother отметила своё столетие. Печатающие устройства (принтеры и многофункциональные устройства) — основное направление, на котором компания фокусируется в настоящее время. В компании трудятся 23 809 сотрудников по всему миру в 43 офисах продаж и 19 собственных заводах компании. В юбилейный год оборот компании за 9 месяцев 2008 финансового года составил $3,8 млрд, а доля продаж компании в России составила, по разным оценкам, от 5 % до 10 %.

## Глобальное руководство
- Тосикадзу Коикэ (Toshikazu Koike), президент
- Юдзи Фурукава (Yuji Furukawa), старший управляющий Brother
- Сигэки Исикава (Shigeki Ishikawa), старший управляющий директор
- Кобун Коикэ (Kobun Koike), исполнительный директор Brother

## Brother в России
Российское представительство Brother открылось в октябре 2003 года. До этого имели место лишь отдельные, неупорядоченные поставки продукции Brother российским заказчикам. В 2003 году в московском офисе работало всего 5 человек.
19 июля 2006 г. в России было зарегистрировано ООО «Бразер» (Brother LLC), взявшее на себя всю работу по ввозу, растаможке и оперативной доставке запасных частей для сервис-провайдеров Brother.
В России и странах СНГ Brother активно работает с каналами продаж, постоянно расширяя список партнёров. По данным Gartner, по итогам 2007 года компания занимала 5 % российского рынка лазерных принтеров и 9 % лазерных МФУ. В июле 2009 года у компании насчитывалось 9 дистрибьюторов, около 600 продающих дилеров, более 150 сервисных центров. Как и многие поставщики, Brother ведёт борьбу с контрафактной продукцией, что выражается в акциях уничтожения контрафакта.

### Руководство в России
- Наиль Гималиев ', генеральный директор[12]

## Продукция
Изначально Brother производила швейные машины, которые выпускаются по настоящее время, тем не менее, уже много лет основной продукцией является печатная и факсимильная техника, на которую приходится более 70 % от общего оборота компании.

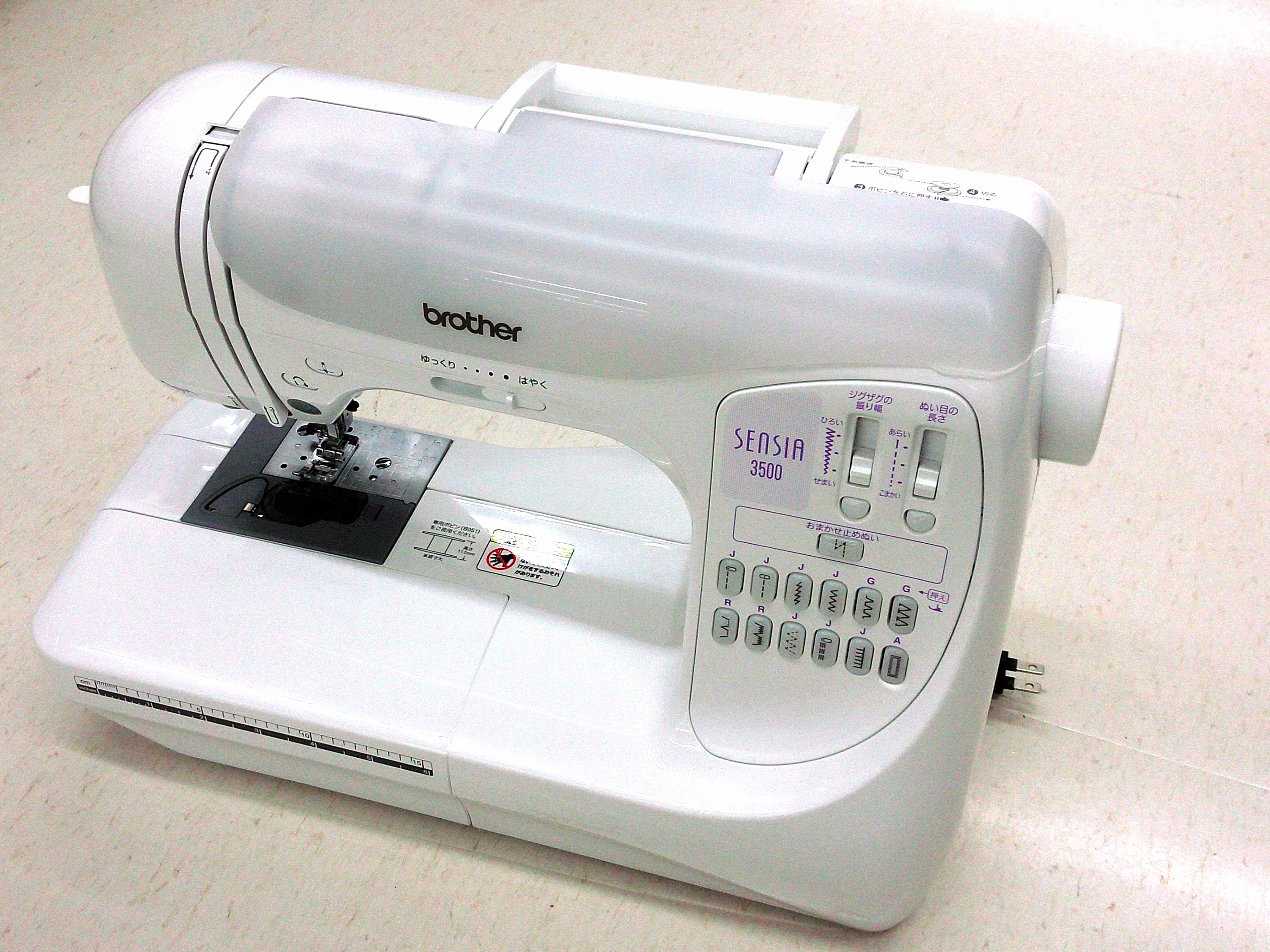
Швейная машина Brother CP S5032

### Награды продукции
- Brother DCP-7030R, журнал «Hard'n'Soft», победитель в номинации «Оправданность цены»
- Brother MFC-7420R, журнал «Hard’n’Soft», победитель в номинации «Выбор редакции»
- Brother MFC-7320R, журнал «Hard’n’Soft», победитель в номинации «Выбор редакции»
- Brother MFC-7840WR, журнал «Мир ПК», победитель в номинации «Выбор редакции»
- Brother MFC-9440CN, журнал «Hard’n’Soft», победитель в номинации «Оригинальный дизайн»
- Brother HL-2140R, журнал «Upgrade Special», победитель в номинации «Выбор редакции»

## Швейно-вышивальные машины
В 2010 году швейные подразделения Brother Industries в Европе были объединены в одну более крупную компанию под названием Brother Sewing Machines Europe GmbH. С оборотом более 80 миллионов евро, это 4-я по величине компания под эгидой организаций Brother Industries Ltd.
Brother Industries производит механические швейные машины в Чжухае, Китай, и компьютеризированные швейные и вышивальные машины на Тайване. В 2012 году в провинции Донгнай, Вьетнам, был открыт новый завод по производству швейных машин который является крупнейшим в мире заводом по производству швейных машин под одним брендом.
В сентябре 2012 года Brother Industries выпустила 50-миллионную швейную машину для дома.
В мае 2017 года компания Brother Industries выпустила 60-миллионную швейную машину для дома.
Что касается промышленных швейных машин, компания Brother представила S-7300A «NEXIO» — первую в мире швейную машину челночного стежка с электронной подачей. NEXIO — это первые в мире промышленные швейные машины с технологией IoT. Визуализация путем соединения швейной машины и компьютерной техники позволяет клиенту анализировать, управлять процессами и ускорять повышение производительности и техническое обслуживание.

## Технологии и сертификаты
- ТСО 99 — международный стандарт экологичности офисной техники, разработанный шведской конфедерацией профессиональных служащих — Tjanstemannens Centrealorganisation — в 1999 году. Первым производителем принтеров, соответствующих стандартам ТСО 99, является Brother[16].
- Blauer Engel Архивная копия от 2 октября 2009 на Wayback Machine — экологический стандарт Blauer Engel (Blue Angel) был учреждён в Германии в 1978 году. Соответствующая эмблема предоставляется изделию после успешного тестирования независимым Институтом RAL. Право пользоваться этой признанной во всём мире эмблемой имеют только самые безвредные для окружающей среды изделия. Ряд моделей Brother имеют такую эмблему[17].
- Energy Star — стандарт, разработанный для сертификации энергоэкономичных устройств. Продукция Brother сертифицирована под этот стандарт[18].
- Innobella — технология, включающая в себя специальную формулу чернил, особую линейку расходных материалов, специально разработанную бумагу.